# 後宮の涙
『後宮の涙』（こうきゅうのなみだ、原題：陆贞传奇）は、中国のテレビドラマ。北斉時代の実在した女侍中陸令萱をモデルにした張巍の小説『女相』をテレビドラマ化。2013年5月5日より放送開始。全59話（湖南衛視版）。香港版は全41話、台湾版（DVD版、華視版）は全45話で、日本では台湾版がBSフジ、LaLa TVで放送された。

## あらすじ
商人の娘で才気煥発な陸貞だが、父親が継母の計略により殺害される。この報復をするため女官になろうと決意するが官籍を所持しておらず落ちてしまう。後の武成帝で皇后に命をねらわれていた高湛を助けたたことで感謝され、特別な玉飾を与えられる。高湛より与えられた玉飾が宮廷で威力を発揮することを知った彼女は、それを用いて宮女となる。
宮女になったあとは各役所や妃の元を転々としながら、各所での試練を乗り越え昇格を重ねていく。入宮1年後には一等宮女となり、官女の試験（1年に1回、1級宮女の志願者中から1人のみ合格）を受けて合格。女官吏となり8品の等級（本来は9品からスタート）が与えられ、司宝司、司衣司のトップとなる。また、白陶器を製造する技術を開発し、北斉の財政に大きく貢献したことにより、罪人を起訴できる権利を有する6級官女に昇進する。継母を裁判にかけ父の仇を討つことに成功するが、同時に自分が父の本当の娘でないことが露見する。

## 背景

### 史実の陸令萱
北斉時代の高湛、高演など実在の人物を登場させており、陸貞のモデルとなった陸令萱も女相であり高緯の乳母になったという史実通りの設定は随所に見られるが、ストーリー自体は史実にヒントを得た完全なフィクションである。

#### 乳母として
陸令萱の夫駱超は東魏孝静帝の時代、政権の実力者高歓に謀反を起こし処刑される。その妻である陸令萱と息子の駱提婆は宮奴として後宮に入れられる。550年、高歓の息子の高洋が孝静帝を廃位させ自ら文宣帝となり北斉を建てる。この際陸令萱は文宣帝の弟である高湛の宮中奴隷となる。
陸令萱は狡猾で口が上手く抜け目がなかったことから、高湛とその妃胡妃から信任を得る。556年に胡妃が高緯を産むと陸令萱を乳母として育てさせる。陸令萱はこの時40歳を越え育児の経験があったため抜擢されたものと考えられる。乳母になった後は、持ち前の聡明さと抜け目なさで高緯にも気に入られ破格の待遇を受けることになる。一方、559年10月文宣帝死後その子高殷が継ぐが、文宣帝の弟高演により廃され高演が孝昭帝として即位する。
561年孝昭帝が病死するとその弟である長広王の高湛が武成帝となり高緯が皇太子となる。陸令萱が高緯に対する教育が行き届いていることを喜んだ武成帝は陸令萱を更に重用し、郡君（前漢武帝の時期に作られた位であり、武帝が母である皇太后の母を平原郡君として封じたことに始まる封号）に昇格させる。

#### 権力闘争
568年武成帝が病死したことで、高緯が即位する（北斉の後主）。後主が親政を行うと乳母である陸令萱を全面的に信頼し陸令萱の言いなりになる。陸令萱の権力は強大になり宮中のすべてを取り仕切るまでになる。
このことにより太后である胡妃との権力闘争にまで発展する。後主は皇后として太尉斛律光の娘（斛律皇后）を娶っていたが、成長するにつれてその侍女である穆黄花を好きになる。このことを知っていた陸令萱は穆黄花を養女として後主の側室とすることで胡太后との権力争いに勝利する。
571年胡太后が臣下と私通したことが露見し、激怒した後主により幽閉される。この事件により陸令萱が実質の後宮の支配者となる。

#### 朝政関与
穆黄花が皇后となると同時に穆黄花の母として太姫の位を授けられ、一品官僚となる。後宮を完全に支配しただけでは満足せず、陸令萱に頭の上がらない後主を操り国政においても専横をおこなう。 和士開や自身の息子の穆提婆（陸令萱が穆黄花を養女とした際に駱提婆より改姓）等、佞臣奸臣を重用して忠臣を排斥。このことにより朝廷内は乱れ、汚職が横行し北斉は衰退していく。

### 地位官位
- 官女 九品から一品まで。年齢制限無し。一等宮女の中から毎年試験により一人選出する。もしくは皇帝、太后の権限により特別に昇格させられることも可能。
- 宮女 四等から一等まで。25歳まで。

### 北斉系図
|                        |                        |                        |                        |                        |                        |  |  |                          |                          |                          |                          |                          |                          |  |  | 神武帝高歓 496-547       |                          |                          |                          |                          |                          |  |  |                            |                            |                            |                            |                            |                            |  |  |                      |                      |                      |                      |                      |                      |  |  |  |  |  |  |  |  |  |  |  |  |  |  |  |  |  |  |  |  |  |  |  |  |  |  |  |  |  |  |
|                        |                        |                        |                        |                        |                        |  |  |                          |                          |                          |                          |                          |                          |  |  |                          |                          |                          |                          |                          |                          |  |  |                            |                            |                            |                            |                            |                            |  |  |                      |                      |                      |                      |                      |                      |  |  |  |  |  |  |  |  |  |  |  |  |  |  |  |  |  |  |  |  |  |  |  |  |  |  |  |  |  |  |
|                        |                        |                        |                        |                        |                        |  |  |                          |                          |                          |                          |                          |                          |  |  |                          |                          |                          |                          |                          |                          |  |  |                            |                            |                            |                            |                            |                            |  |  |                      |                      |                      |                      |                      |                      |  |  |  |  |  |  |  |  |  |  |  |  |  |  |  |  |  |  |  |  |  |  |  |  |  |  |  |  |  |  |
| 文襄帝高澄 521-549     | 文襄帝高澄 521-549     | 文襄帝高澄 521-549     | 文襄帝高澄 521-549     | 文襄帝高澄 521-549     | 文襄帝高澄 521-549     |  |  | 文宣帝高洋 529-550-559   | 文宣帝高洋 529-550-559   | 文宣帝高洋 529-550-559   | 文宣帝高洋 529-550-559   | 文宣帝高洋 529-550-559   | 文宣帝高洋 529-550-559   |  |  | 孝昭帝高演 535-560-561   | 孝昭帝高演 535-560-561   | 孝昭帝高演 535-560-561   | 孝昭帝高演 535-560-561   | 孝昭帝高演 535-560-561   | 孝昭帝高演 535-560-561   |  |  | 武成帝高湛 537-561-565-568 | 武成帝高湛 537-561-565-568 | 武成帝高湛 537-561-565-568 | 武成帝高湛 537-561-565-568 | 武成帝高湛 537-561-565-568 | 武成帝高湛 537-561-565-568 |  |  | 任城王高湝 ?-577     | 任城王高湝 ?-577     | 任城王高湝 ?-577     | 任城王高湝 ?-577     | 任城王高湝 ?-577     | 任城王高湝 ?-577     |  |  |  |  |  |  |  |  |  |  |  |  |  |  |  |  |  |  |  |  |  |  |  |  |  |  |  |  |  |  |
| 文襄帝高澄 521-549     | 文襄帝高澄 521-549     | 文襄帝高澄 521-549     | 文襄帝高澄 521-549     | 文襄帝高澄 521-549     | 文襄帝高澄 521-549     |  |  | 文宣帝高洋 529-550-559   | 文宣帝高洋 529-550-559   | 文宣帝高洋 529-550-559   | 文宣帝高洋 529-550-559   | 文宣帝高洋 529-550-559   | 文宣帝高洋 529-550-559   |  |  | 孝昭帝高演 535-560-561   | 孝昭帝高演 535-560-561   | 孝昭帝高演 535-560-561   | 孝昭帝高演 535-560-561   | 孝昭帝高演 535-560-561   | 孝昭帝高演 535-560-561   |  |  | 武成帝高湛 537-561-565-568 | 武成帝高湛 537-561-565-568 | 武成帝高湛 537-561-565-568 | 武成帝高湛 537-561-565-568 | 武成帝高湛 537-561-565-568 | 武成帝高湛 537-561-565-568 |  |  | 任城王高湝 ?-577     | 任城王高湝 ?-577     | 任城王高湝 ?-577     | 任城王高湝 ?-577     | 任城王高湝 ?-577     | 任城王高湝 ?-577     |  |  |  |  |  |  |  |  |  |  |  |  |  |  |  |  |  |  |  |  |  |  |  |  |  |  |  |  |  |  |
|                        |                        |                        |                        |                        |                        |  |  |                          |                          |                          |                          |                          |                          |  |  |                          |                          |                          |                          |                          |                          |  |  |                            |                            |                            |                            |                            |                            |  |  |                      |                      |                      |                      |                      |                      |  |  |  |  |  |  |  |  |  |  |  |  |  |  |  |  |  |  |  |  |  |  |  |  |  |  |  |  |  |  |
| 安徳王高延宗 ?-576-578 | 安徳王高延宗 ?-576-578 | 安徳王高延宗 ?-576-578 | 安徳王高延宗 ?-576-578 | 安徳王高延宗 ?-576-578 | 安徳王高延宗 ?-576-578 |  |  | 廃帝高殷 545-559-560-561 | 廃帝高殷 545-559-560-561 | 廃帝高殷 545-559-560-561 | 廃帝高殷 545-559-560-561 | 廃帝高殷 545-559-560-561 | 廃帝高殷 545-559-560-561 |  |  | 范陽王高紹義 ?-578-580-? | 范陽王高紹義 ?-578-580-? | 范陽王高紹義 ?-578-580-? | 范陽王高紹義 ?-578-580-? | 范陽王高紹義 ?-578-580-? | 范陽王高紹義 ?-578-580-? |  |  | 後主高緯 556-565-577       | 後主高緯 556-565-577       | 後主高緯 556-565-577       | 後主高緯 556-565-577       | 後主高緯 556-565-577       | 後主高緯 556-565-577       |  |  | 楚恭哀帝高儼 557-571 | 楚恭哀帝高儼 557-571 | 楚恭哀帝高儼 557-571 | 楚恭哀帝高儼 557-571 | 楚恭哀帝高儼 557-571 | 楚恭哀帝高儼 557-571 |  |  |  |  |  |  |  |  |  |  |  |  |  |  |  |  |  |  |  |  |  |  |  |  |  |  |  |  |  |  |
| 安徳王高延宗 ?-576-578 | 安徳王高延宗 ?-576-578 | 安徳王高延宗 ?-576-578 | 安徳王高延宗 ?-576-578 | 安徳王高延宗 ?-576-578 | 安徳王高延宗 ?-576-578 |  |  | 廃帝高殷 545-559-560-561 | 廃帝高殷 545-559-560-561 | 廃帝高殷 545-559-560-561 | 廃帝高殷 545-559-560-561 | 廃帝高殷 545-559-560-561 | 廃帝高殷 545-559-560-561 |  |  | 范陽王高紹義 ?-578-580-? | 范陽王高紹義 ?-578-580-? | 范陽王高紹義 ?-578-580-? | 范陽王高紹義 ?-578-580-? | 范陽王高紹義 ?-578-580-? | 范陽王高紹義 ?-578-580-? |  |  | 後主高緯 556-565-577       | 後主高緯 556-565-577       | 後主高緯 556-565-577       | 後主高緯 556-565-577       | 後主高緯 556-565-577       | 後主高緯 556-565-577       |  |  | 楚恭哀帝高儼 557-571 | 楚恭哀帝高儼 557-571 | 楚恭哀帝高儼 557-571 | 楚恭哀帝高儼 557-571 | 楚恭哀帝高儼 557-571 | 楚恭哀帝高儼 557-571 |  |  |  |  |  |  |  |  |  |  |  |  |  |  |  |  |  |  |  |  |  |  |  |  |  |  |  |  |  |  |
|                        |                        |                        |                        |                        |                        |  |  |                          |                          |                          |                          |                          |                          |  |  |                          |                          |                          |                          |                          |                          |  |  | 幼主高恒 570-577-578       |                            |                            |                            |                            |                            |  |  |                      |                      |                      |                      |                      |                      |  |  |  |  |  |  |  |  |  |  |  |  |  |  |  |  |  |  |  |  |  |  |  |  |  |  |  |  |  |  |

## 登場人物

### 陸家
- 陸貞(りくてい)

演 - チャオ・リーイン、声優 - 劉露、日本語吹き替え - 小林沙苗
用勤院→青鏡殿(四等宮女→一等宮女)→司宝司(八品掌珍)→司衣司(八品掌飾→七品典飾→六品司衣)→内侍局(五品尚宮→従三品昭儀)→一品女侍中
北斉の名商・陸家の長女。心優しい平凡な少女であり、その聡明さで陸家を支えていた。陸家当主・陸賈の愛情を一身に受けて育つが、実父は威烈候・陸謙(りくけん)であり、血のつながりはない。郁皇后の侍女頭・薛謹(せつきん)は、郁皇后が婁昭君に毒殺された際に命を狙われ、既に陸貞を身ごもった状態で商人陸賈の妾となることで婁氏の目を眩ませ逃亡したのである。陸貞が陸家の血筋ではないことを知る陸賈の正妻・趙氏は陸貞を疎んじ、陥れる。追放された陸貞は婁氏に命を狙われる皇子・高湛と出会い、互いに魅かれていく。そして、後宮に入り趙氏に毒殺された陸賈の敵を討つために女官を志す。
- 陸珠(りくしゅ)

演 - 袁暁旭、声優 - 閻萌萌
陸貞の義妹。母は趙氏。姉である陸貞を慕い、助けようとする。後に陸貞の元婚約者・李誠と結婚させられる。
- 陸賈(りくか)

演 - 岳躍利、日本語吹き替え - 西谷修一
北斉でも指折りの商家・陸家の当主であり陸貞の養父。陸貞を愛し、実の子ではないと知りながら育て上げる。陸貞に陸家の財産を渡さんとする妻・趙氏が陸貞を殺そうと毒をもったが、誤って陸賈が殺されてしまった。
- 趙瑛蘭(ちょうえいらん)

演 - 王琳
陸賈の正妻で陸貞の継母。財産のために陸貞を殺めようとするが、夫・陸賈を殺害してしまった。陸貞を追い出し、陸家を手中に収めたが弟・趙全(ちょうぜん：演‐李世鵬)と共に事業に失敗し、陸家の没落を招いた。後に六品司衣となった陸貞が父親を殺した罪で告訴し、処刑された。

### 北斉王室
- 高湛(こうたん)

演 - チェン・シャオ、日本語吹き替え - 堀江一眞
長広王→武成帝
北斉皇太弟。母は郁皇后。文武に優れ情に厚い性格であり、華美を嫌う。皇位継承の最有力者であったが婁昭君の計略によって郁皇后が毒殺され、兄・高演が即位する。郁皇后の死に際して、婁氏の謀略を知り復讐を誓う。婁氏に暗殺を企てられ逃亡してる最中に陸貞と出会い、その顔立ちと優しさに魅了されていく。後に第4代武成帝として即位する。御殿は修文殿。
- 高演(こうえん)

演 - キミー・チャオ、日本語吹き替え - 星野貴紀
常山王→孝昭帝
北斉第3代皇帝。母は婁妃（婁昭君）。高湛に比べて人格・才覚ともに劣るが兄弟の情に厚く、文宣帝の死に際しては悩みながらも婁妃の勧めで即位した（孝昭帝）。即位後も弟・高湛を気遣い、彼を皇太弟に任命し次に皇位を継承させようとしていた。過去の出来事から不仲な貴妃・蕭喚雲との間の溝を埋めようと苦難する。殿は翔陽殿。
- 高湘(こうしょう)

演 - 李依暁、日本語吹き替え - 阿川りょう
淮陽長公主
北斉の皇女(公主)。母は郁皇后。通称、長公主。高湛の実姉で、弟の皇族としての振る舞いを気に掛ける優しき人物。その品性の高さから婁皇太后にも気にいられるが、実母が婁氏に殺されたことは知らない。身分の低い陸貞と高湛が結ばれるのを快く思っておらず、夫・徐顯秀のいる平州から都に帰ってきた際は高湛を説得しようとする。御殿は嘉福殿。
- 蕭喚雲(しょうかんうん)

演 - 楊蓉、声優 - 金雁、日本語吹き替え - 西島麻紘
永世公主→常山王妃→貴妃→皇后
南を支配していた梁国の公主。12歳の頃人質として北斉にやって来る。この時すでに梁は傀儡国家となっており滅亡寸前。年の近かった高演、高湛と共に育てられる。高湛のことを幼少時より慕っており、彼と結婚を誓い合っていたが当時まだ貴妃だった婁昭君（後の皇后）と皇帝の計らいにより、兄・高演と結婚させられる。このことを恨み、婁皇太后や高演には反抗的な態度をとり、高湛と再び結ばれる日を夢見続けていた。御殿は含光殿。
- 婁昭君(ろうしょうくん)

演 - 劉雪華、日本語吹き替え - 野沢由香里
貴妃→皇后→皇太后
神武皇帝貴妃(後に皇后)であり高演の生母、皇太后。契胡族の人。自身が権力を握るために手段を選ばない残忍な人物。本来の皇位継承者であった高湛から皇位を奪い、実子・高演を帝位につけることで権力を掌握する。高湛をはじめ、脅威となる人物を殺すべく手を尽くすが、後に露見したために婁一族諸共に失脚する。御殿は仁寿殿。
- 郁久閭烏兀帖(いくくろうこつちょう)

演 - 白珊
平然公主→皇后
神武皇帝皇后、通称・郁皇后。柔然の公主で高湛、高相の生母。後宮の最高位にあったが、高演を皇位につけるための婁昭君の企てで毒殺された。高湛には婁氏を倒し、皇位につくよう遺言し崩御した。
- 周季妘(しゅうりうん)

演 - 恬妞、日本語吹き替え - 杉山滋美
契胡公主→太皇太妃
先々帝の妃、太皇太妃(周太妃)。本来、後宮の最上級権力者だが婁皇太后の策謀により、冷宮で宮女に軽んじられる生活を送る。陸貞の聡明さと優しさに感動し、側近として重く用いるとともに陸貞を危機から救う。崩御に際しては陸貞を一等宮女に任命する。

### 女官・宮女

#### 内侍局
- 婁青薔(ろうせいしょう)

演 - 張可頤
五品尚侍
内侍局の五品尚侍であり、婁皇太后の姪かつ腹心。同じく五品・王尚儀と後宮を二分して勢力を争う。婁氏の繁栄をもくろむ皇太后のために自ら後宮入りを認めた陸貞を使い蕭貴妃側に圧力をかける。後に陸貞が婁氏を敵とする長広王と恋仲だと知り、陸貞と対立する。長広王を陥れようとしたことが発覚し処刑された。
- 王璇(おうせん)

演 - 姜鴻
五品尚儀
内侍局の五品尚儀。婁尚侍と肩を並べて後宮を管理する。蕭貴妃が公主であった頃からの侍女で貴妃の腹心である。規律に忠実であり、陸貞が後宮の災いとなるとして幾度も追放しようとしたが、婁尚侍に妨害される。貴妃が長広王らと和解すると、陸貞と共に内侍局の管理をする。最後は婁皇太后と魏が結託したクーデターのさなかで、魏の兵士に斬殺された。
- 邱臘梅(きゅうろうばい)

演 - 李雯雯
婁尚侍付の一等宮女。婁氏の忠実なしもべとして貴妃側に工作を働いた。最終的には罪に問われた婁尚侍を見捨て、婁皇太后付の宮女となり、クーデターに加わるも捕縛された。
- 阮娘(げんじょう)

演 - 劉白茶
王尚儀付の宮女。蕭貴妃の侍女でもあり、その命により陸貞を陥れようとした。最後まで貴妃に忠誠を尽くし、蕭貴妃（皇后）崩御を看取った。

#### 司宝司
- 沈嘉敏(しんかびん)

演 - 習雪、日本語吹き替え - 大津愛理
六品司珍→※長広王妃
国公・沈吉(しんきつ)の一人娘。高湛らの従妹にあたる。長公主と共に平州から上京した。容姿は美麗だが、品性、学識に乏しく、婁皇太后や蕭貴妃にはいいように利用される。長広王の寵愛を一身に受ける陸貞に嫉妬し、大胆な罠を仕掛け自滅する。長公主の推薦で長広王妃になることが決まるが、己の立場に驕り婁尚侍を脅迫したことにより、高所より突き落とされて死亡した。死後に長広王妃と追号された(実際は妃にはなっていない)。
- 胡琳琅(こりんろう)

演 - 余心恬
一等宮女→八品掌珍
司宝司の一等宮女で実質的に司宝司を管理していた。八品掌珍として赴任した陸貞に反抗するもその実力を認めて服従した。
- 何丹娘(かたんじょう)

演 - 呉映潔、日本語吹き替え - 優希知冴
青鏡殿(二等宮女→一等宮女)→司衣司(八品掌衣→七品典飾)→※司膳司(六品司膳)
心優しく食べることが好きな明るい少女。元周太妃付きの二等宮女。青鏡殿にやってきた陸貞を助けたため、以後姉妹となり陸貞を内で支える。能力がないふりをしているが、全編通して職務をそつなくこなす。最後は太后に追われる陸貞と高偉を逃がすため、陸貞の身代わりとなり勇敢にも崖から飛び降り死亡した。死後、六品司膳に追封された。

※…追号

#### 司衣司
- 沈碧(しんへき)

演 - 唐芸昕
用勤院→司衣司(四等宮女→一等宮女→八品掌衣)
陸貞と同時期に宮女となるライバル。沈高官の父を持つが正室の子供でないため、宮女より妃賓になることを望んでいる。高湛に一目惚れし、陸貞を恋敵として、対立していた婁尚侍と共に陥れようとする。最後は魏国に捕虜となっていた高湛を救い、逃げる途中に殺される。
- 胡玲瓏(これいろう)

演 - 劉佳媛
司宝司(一等宮女)→司衣司(陸貞付一等宮女)
胡琳琅と共に司宝司を牛耳っていた一等宮女。陸貞が女官として司宝司に配属された際には、裏から手をまわしてその邪魔をするが、陸貞の聡明さと部下思いの優しさに触れて、実務を右腕として支える。陸貞が司衣司に移ると共に自身も移動を願い出て、陸貞付宮女として司衣司を取り仕切る。陸貞に女官試験に推薦してもらえなかったことに気を病み、婁尚侍と手を組み、婁氏を助けてしまう。後に自分の過ちに気づき、自ら宮中から退出した。

#### 司儀司
- 杜蘅(とこう)

演 - 金巧巧
司儀司(六品司儀)→内侍局(五品尚宮)
六品司儀ではあるが、病のため静心院で療養していた。冷徹で淡々としているが教養、学識が高く、博学多才の女官である。陸貞が静心院に入った際には契約を交わし助けてやる。以降、陸貞の才能を認め、それを引き出すべく師弟の契りを交わした。陸貞が危機の時には師として助言をしてやり命を救うと共に婁皇太后のクーデター後には五品尚宮として後宮の実務を管理することになった。

#### 用勤院
- 楊晩秋(ようばんしゅう)

演 - 劉一禎
用勤院(宮女長)→司膳司(八品掌膳)
用勤院の長であり宮女育成の責任者。用勤院を権力争いに巻き込まぬように苦心しつつも、陸貞を自分の娘のように目をかけ危機の際には助言を与えていた。
- 陳秋娘(ちんしゅうじょう)

演 - 田璐菡
陸貞や沈碧の同期見習い。己が出世するために陸貞を陥れようとする。後に陸貞と組みするようになるが、妃の靴の刺繍が原因で婁皇太后に毒殺される。
- 陸阿寧(りくあねい)

演 - 彭静
用勤院での陸貞の親友。その突出した才能故に目の敵にされる陸貞の味方となり続ける。

#### 青鏡殿
- 韓柳絮(かんりゅうじょ)

演 - 包文婧
周太妃付の一等宮女。表では献身的に支えているが実際は周太妃をないがしろにしており、新任直後から寵愛をうける陸貞に敵対する。周太妃の死後、周太妃の遺命により殉死同葬を強要される。
- 林荷蕊(りんかずい)

演 - 柴碧雲
周太妃付の一等宮女。柳絮とともに、太妃に重用される陸貞と対立する。毒を盛って太妃の容態を悪化させ、陸貞を陥れようとするが、太妃が予想以上に衰弱したために、追及を恐れて陸貞に罪を被せようとした。婁尚侍が陸貞を守ったために、策略は失敗した。

#### 修文殿
- 李玉翹(りぎょくぎょう)

演 - 江鎧同
長広王付の宮女。婁皇太后の手先であるが、長広王を慕っていたために二重スパイとして王を守る。そのことが蕭貴妃に知られて処刑された。
- 李玉明(りぎょくめい)

演 - 徐歆雨
長広王付の宮女。玉翹の後に仕える。

### 大臣・将軍
- 沈嘉彥(しんかげん)

演 - 李彦希、日本語吹き替え - 影平隆一
二品羽林将軍
北斉羽林軍の将校で国公・沈吉の養子、沈嘉敏の義兄。幼い頃戦争孤児となっていたところを沈家に引き取られる。長広王とも懇意で、後に武官考試に合格して禁軍将校となる。陸貞に想いを寄せており、度々陸貞を救う。

## スタッフ
- 原作 - 張巍（中国語版）『女相』
- 監督 - 李慧珠 鄭偉恩 梁国冠
- 制作指揮 - 欧陽常林 湛榮 高希希（中国語版） 于正（中国語版）

## 主題歌
- 片頭曲（オープニングテーマ）:「珍惜」
歌：李宇春（メイデイ）　作詞：于正（于正（中国語版））　作曲：譚旋（譚旋（中国語版））
- 片尾曲（エンディングテーマ）:「心情」
歌：陳暁、趙麗穎　作詞：于正　作曲：譚旋（中国語版）